# 護玄
護玄（1984年6月2日—）是臺灣的女性輕小說作家。代表作為《特殊傳說》。另一筆名為「離玄」。

## 作品
- 斷月（2005年9月）插畫：魚兒，威向文化
- 特殊傳說（2007年7月）插畫：紅麟，威向文化→蓋亞文化
- 因與聿案簿錄（2008年6月）插畫：AKRU，蓋亞文化
  - 案簿錄（2008年6月）插畫：AKRU，蓋亞文化
  - 案簿錄·浮生（2020年）插畫：AKRU，蓋亞文化
- 異動之刻（2009年1月）插畫：AKRU，蓋亞文化
- 刀詠（2009年4月）插畫：非墨，威向文化
- 覓花官（2010年8月）插畫：深草，威向文化
- 墓草（2011年2月）插畫：紅麟，威向文化
- 兔俠（2013年1月）插畫：Roo（第十集為紅麟），
- 十年·踏痕歸（2015年12月）上下冊，蓋亞文化
- 8 .Floor（2017年8月）插畫：NIN，蓋亞文化

## 外部連結
- 夜貓鳥宿／喪祭（页面存档备份，存于） （繁體中文）